# Donepezilo
El donepezilo, derivado de la piperidina, es un inhibidor específico y reversible de la acetilcolinesterasa que se utiliza para el tratamiento sintomático de la enfermedad de Alzheimer leve y moderada. Su efecto inhibe la hidrólisis de la acetilcolina, compensando de esta forma la pérdida de función de las neuronas colinérgicas que se da en esta enfermedad. Aunque se ha demostrado en estudios clínicos científicos que utilizan varios métodos de medición que el efecto es estadísticamente significativo, pero es muy pequeño. Su eficacia en el tratamiento del deterioro cognitivo leve, a menudo un precursor o primer signo de demencia, se considera mínima y está poco documentada.

## Descripción
Donepezilo es un racemato, es decir, una mezcla 1: 1 de los siguientes dos enantiómeros:
| Enantiómero de Donepezilo | Enantiómero de Donepezilo |
| ------------------------- | ------------------------- |
| (R)-Enantiómero           | (S)-Enantiómero           |

El donepezilo es un compuesto sintético desarrollado a partir de un derivado de la N-bencilpiperazina. En su proceso de desarrollo la N-bencilpiperazina del derivado original, fue reemplazada por una N-benzilpiperidina, el grupo éter por una amida, y le fue adicionado un grupo bencilo-sulfonilo. El resultado fue un compuesto 21 000 veces más potente que el derivado original, sin embargo, su biodisponibilidad era muy pobre. Esto llevó a modificar el grupo amida por una cetona y agregar una amida cíclica, logrando un derivado indanona, que con modificaciones subsecuentes dio lugar a la síntesis del donepezilo, 1 880 veces más potente que el derivado original.

### Efectos Adversos
Los efectos secundarios comunes incluyen molestias gastrointestinales como náuseas, vómitos y diarrea; anorexia y pérdida de peso; insomnio, sueños anormales y pesadillas; astenia y cansancio.
Tiene una biodisponibilidad oral del 100% y atraviesa fácilmente la barrera hematoencefálica. Debido a que tiene una vida media de aproximadamente 70 horas, puede tomarse una vez al día.

### Presentaciones
Comercializado por su desarrollador Eisai y socio de Pfizer.
Comercializado por SNC PHARMA bajo el nombre de Dozher®